# 杨氏瓢蜡蝉属
杨氏瓢蜡蝉属（学名：Yangissus）是瓢蜡蝉科下的一个属。

## 下属物种
本属包括以下物种：
- 茂兰杨氏瓢蜡蝉 Yangissus maolanensis Chen, Zhang & Chang, 2014